# Chusquea perotensis
Chusquea perotensis là một loài thực vật có hoa trong họ Hòa thảo. Loài này được L.G.Clark, G.Cortes & Cházaro mô tả khoa học đầu tiên năm 1997.